# Glasow (Adelsgeschlecht)
Glasow ist der Name eines pommerschen, später preußischen Adelsgeschlechts.

## Geschichte

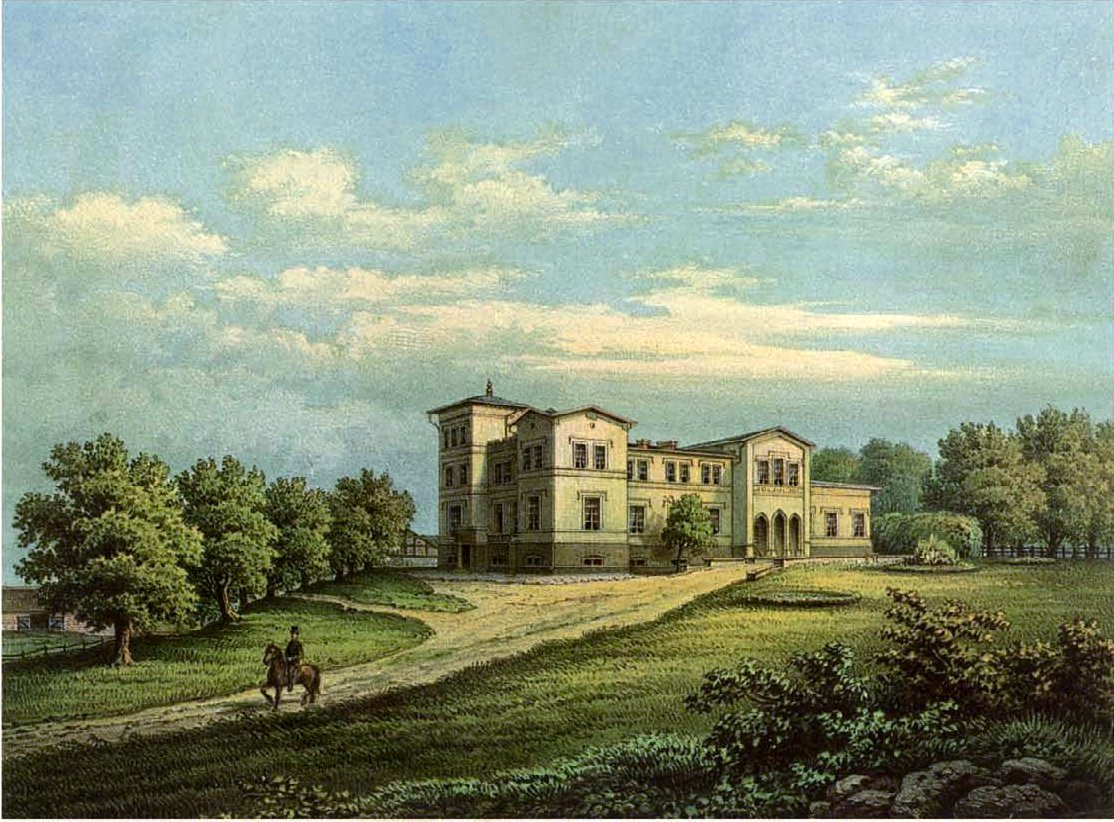
Herrenhaus Partheinen um 1860, Sammlung Duncker

Das Geschlecht trat im 17. Jahrhundert zuerst urkundlich auf und beginnt seine Stammreihe mit Matthias von Glasow, 1662 Oberstleutnant sowie Pfandinhaber der Güter Kasimirshof, Ulrichs Schäferei und Dronske im Kreis Fürstenthum. Im 18. Jahrhundert etablierte sich eine preußische Linie wo bis 1945 zu Partheinen ein Fideikommiss bestand. Zahlreiche Söhne der Familie bestritten eine Laufbahn in der Preußischen Armee. Weiterer Gutsbesitz bestand im 19. Jahrhundert zu Lokehnen im Kreis Heiligenbeil und zu Sausgarten im Kreis Preußisch Eylau.

## Wappen

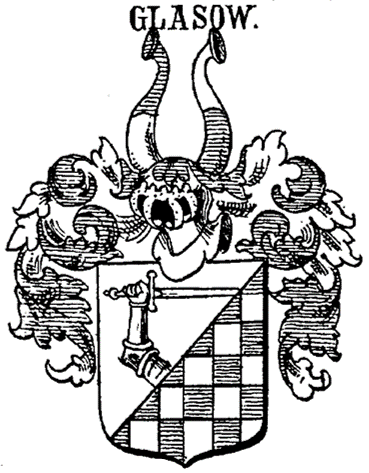
Familienwappen bei Johann Siebmacher

In Rot ein aus schräglinkem, schwarz-silbernen Schach wachsender geschienter Schwertarm. Auf dem Helm mit rechts rot-silbernen, links schwarz-silbernen Decken zwei von Rot, Silber und Schwarz abwechselnd geteilte Büffelhörner.

## Bekannte Familienangehörige
- Albrecht von Glasow (1851–1927), deutscher Rittergutsbesitzer und Parlamentarier
- Ernst von Glasow (1897–1969), deutscher Maler[1]
- Gabriele von Glasow (1928–2004), deutsche Malerin, Gesangspädagogin und Sängerin